# Бухалове (Роменський район)
Буха́лове — село в Україні, у Роменському районі Сумської області. Населення становить 22 осіб. Входить до складу Липоводолинської селищної громади.
Після ліквідації Липоводолинського району 19 липня 2020 року село увійшло до Роменського району.

## Географія
Село Бухалове розташоване за 3 км від лівого берегу річки Хорол. На відстані 3 км розташовані села Русанівка, Лучка, Побиванка та Пирятинщина.

## Населення

### Мова
Розподіл населення за рідною мовою за даними перепису 2001 року:
| Мова       | Кількість | Відсоток |
| ---------- | --------- | -------- |
| українська | 22        | 100%     |

## Історія
Село постраждало внаслідок геноциду українського народу, проведеного урядом СРСР 1923—1933 та 1946—1947 роках.
До 2019 року Орган місцевого самоврядування — Лучанська сільська рада.

## Економіка
- Молочно-товарна ферма.